# ميخائيل دوخانوف
ميخائيل بافلوفيتش دوخانوف (بالروسية: Михаил Павлович Духанов)، 14 يوليو 1896، كييف - 2 سبتمبر 1969، لينينغراد) كان فريقًا سوفيتيًا في 1943.

## وصلات خارجية
- Generals.dk
- the article in the ويكيبيديا الروسية، Духанов, Михаил Павлович.